# Krutniawa
Krutniawa (slk. Krútňava) – opera w sześciu obrazach z prologiem kompozycji Eugena Suchoňa z librettem Štefana Hozy i Suchoňa, której prapremiera odbyła się 10 grudnia 1949 w Bratysławie. Jej akcja dzieje się w słowackiej wsi po I wojnie światowej. Dzieło, będące najczęściej wykonywaną operą słowacką, oparte zostało na folklorze słowackim: tańcach i pieśniach ludowych, a także intonacji języka słowackiego, która została wykorzystana w melodyce.

## Osoby[1]
- Štelina (wieśniak) - bas
- Ondrej - tenor
- Katrena - sopran
- Ojciec Ondreja - bas
- Matka Ondreja - mezzosopran
- Zalčíčka (macocha Katreny) - sopran
- Školnica (matka chrzestna Katreny) - alt
- Marka (wieśniaczka) - sopran
- Zuzka (wieśniaczka) - alt
- Młody pastuch - sopran
- Krupa - tenor
- Hriň - baryton
- Oleň - bas
- Starosta weselny - bas
- Żona starosty - alt
- Pierwszy drużba - tenor
- Kobieta - sopran
- Kucharka - sopran
- Komendant żandarmerii - rola mówiona
- Żandarm - rola mówiona
- Dwoje chłopów - role mówiona